# 伯內茨維爾 (印地安納州)
伯內茨維爾（英語：Burnettsville）是一個位於美國印地安納州懷特縣的城鎮。

## 人口
根據2010年美國人口普查的數據，伯內茨維爾的面積為1.93平方千米，當中陸地面積為1.93平方千米，而水域面積為0.00平方千米。當地共有人口346人，而人口密度為每平方千米179人。